# Igor Gočanin
Igor Gočanin (serbisch-kyrillisch Игор Гочанин; * 24. Juli 1966 in Herceg Novi) ist ein ehemaliger serbischer Wasserballspieler.

## Karriere
Gočanin begann seine Karriere in der Nationalmannschaft bei der Sommer-Universiade 1987 in Zagreb, wo er mit seinem Team die Bronzemedaille gewann. Nur wenige Monate später nahm er an der Europameisterschaft in Straßburg teil und errang dort die Silbermedaille. Bei den Olympischen Spielen 1988 in Seoul wurde er mit der jugoslawischen Nationalmannschaft Olympiasieger. Im Jahr 1991 krönte er seine internationale Karriere mit dem Gewinn der Europameisterschaft in Athen. Insgesamt absolvierte er über 200 Länderspiele für die jugoslawische Wasserballnationalmannschaft.
Auf nationaler Ebene spielte er unter anderem neun Jahre lang für Partizan Belgrad. In dieser Zeit gewann er vier jugoslawische Meisterschaften, fünf nationale Pokale sowie im Jahr 1991 zunächst den Europapokal der Pokalsieger und anschließend den Europäischen Supercup.
Es folgte eine erfolgreiche Zeit beim spanischen Verein CN Catalunya. Mit diesem gewann er die spanische Meisterschaft, die Copa del Rey de Waterpolo sowie 1995 den Europapokal der Landesmeister. Anschließend spielte er in Italien für die Vereine aus Anzio und Pescara. Mit Pescara sicherte er sich die italienische Meisterschaft und stand 1998 im Finale des Europapokals der Landesmeister. Seinen letzten Titel als aktiver Spieler gewann er in Cremona mit dem Gewinn der Coppa Italia.
Nach seiner aktiven Karriere war er auch als Trainer tätig und betreute unter anderem den serbischen Verein VK ŽAK sowie die mazedonische Nationalmannschaft.